# پاول کوچتکوف
پاول کوچتکوف (انگلیسی: Pavel Kochetkov؛ زادهٔ ۷ مارس ۱۹۸۶) دوچرخه‌سوار اهل روسیه است.
از باشگاه‌هایی که در آن بازی کرده‌است می‌توان به تیم کاتیوشا–آلپتسین و گازپروم-روس‌ولو اشاره کرد.